# ゲデ山
座標: 南緯6度47分 東経106度59分 / 南緯6.78度 東経106.98度

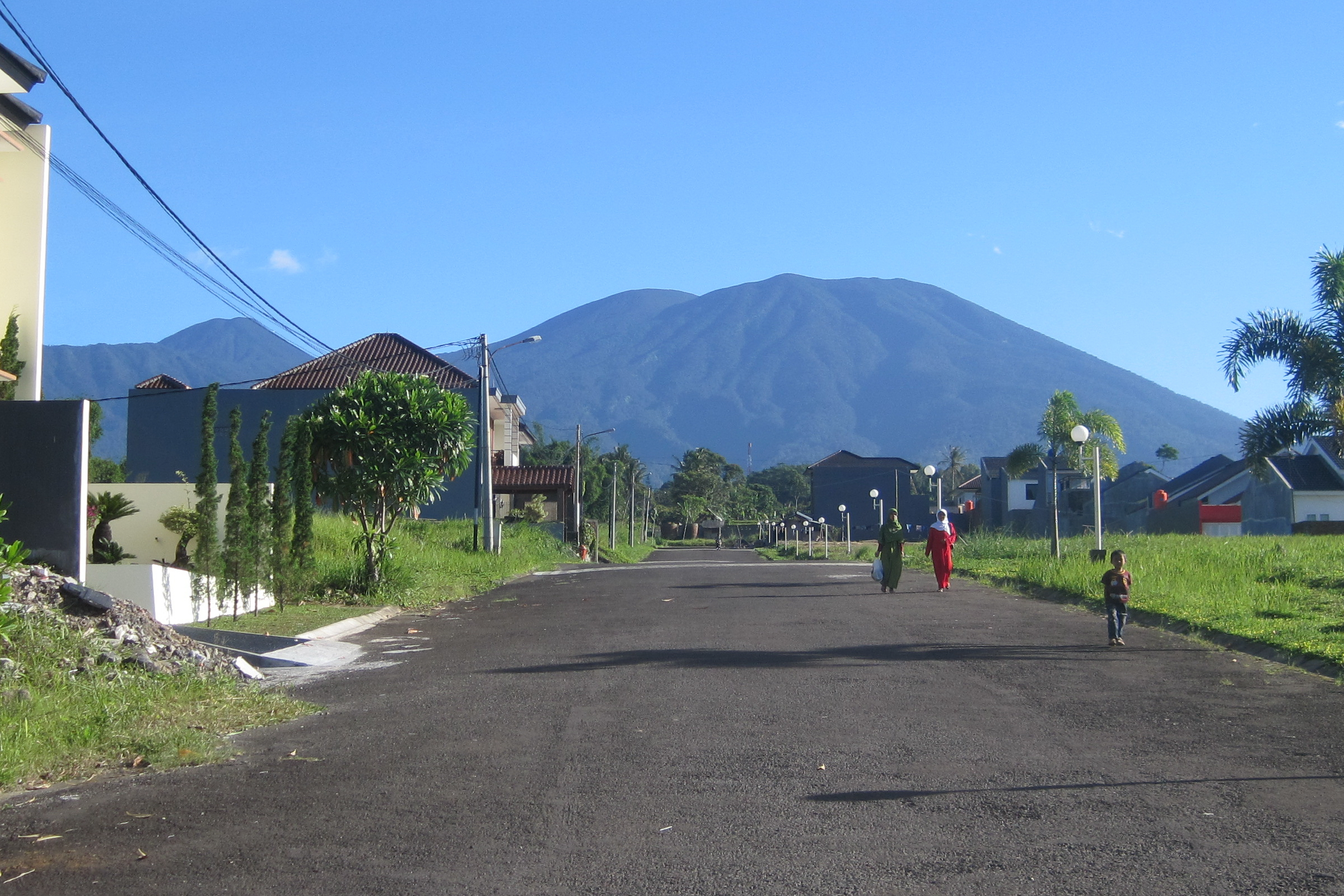
ゲデ山

ゲデ山（Gunung Gede）は、インドネシアのジャワ島西部（ジャカルタとバンドンの間）にある活火山（成層火山）。標高2958メートル。グデ山とも表記される。16世紀以来、たびたび噴火が記録されており、1747～48年には大噴火（溶岩流出）を起こした。直近では1957年に噴火した。主な観光拠点はスカブミ。
すぐ隣には標高3,109 mのパングランゴ山があり、両山の間には標高2,400 mのカンダン・バダクという鞍部がある。一帯の年間降水量は3,000 mmから4,200 mmで、ジャワ島で最も降水量が多い地域である。
ゲデ山とパングランゴ山の森林には稀有なワウワウテナガザルとジャワクマタカが生息している。両山は周辺の熱帯雨林と共に「ゲデ＝パングランゴ山国立公園」をなし、ユネスコの「チボダス生物圏保護区」の核心地域である。